# ميخائيل كلارك (لاعب كرة قدم أسترالية)
ميخائيل كلارك (بالإنجليزية: Michael Clark)‏ هو لاعب كرة قدم أسترالية أسترالي، ولد في 15 يوليو 1981.

## وصلات خارجية
- ميخائيل كلارك على موقع AustralianFootball.com (الإنجليزية)
- ميخائيل كلارك على موقع AFLtables.com (الإنجليزية)